# Sarzeh Posht Band
Sarzeh Posht Band (persiska: سرزه پشت بند) är en ort i Iran.   Den ligger i provinsen Hormozgan, i den sydöstra delen av landet, 1 000 km sydost om huvudstaden Teheran. Sarzeh Posht Band ligger 131 meter över havet och antalet invånare är 874.
Terrängen runt Sarzeh Posht Band är varierad.Runt Sarzeh Posht Band är det ganska glesbefolkat, med 38 invånare per kvadratkilometer. Närmaste större samhälle är Sarzeh Khārūk, 10,2 km sydost om Sarzeh Posht Band. Trakten runt Sarzeh Posht Band är ofruktbar med lite eller ingen växtlighet.